# Alex Bagnoli
Alessandro Bagnoli, noto anche con lo pseudonimo di Alex Bagnoli, Timmyti o Timmity (Modena, 18 maggio 1965), è un produttore discografico, arrangiatore, compositore e tecnico del suono italiano.
Salito alla ribalta con le numerosi produzioni dance e italo dance negli anni '90,  ha anche scritto brani per  Change, Neja, Stadio, Heather Parisi. 
Ha composto e prodotto colonne sonore  e spot per il cinema, Rai, Mediaset e Sky.
Ha collaborato anche con Equipe 84, Heather Parisi, Anna Oxa, Nek, Gloria Gaynor, Paolo Belli, Lùnapop, Cesare Cremonini, Alan Sorrenti, Povia.

## Artisti, album e singoli prodotti
Alphabet
- 1993 - Alphabet Mode (Composizione e realizzazione del singolo)

Artisti italiani feat. Red Canzian
- 2013 - Stare senza di te (Arrangiamento Programming, Mix del brano dei Pooh)

Cixi
- 2017 - Chissà cosa dirà mio padre (Produzione, Composizione, Arrangiamento, Programming dell'album)

Cesare Cremonini
- 2006 - 1+8+24 (Multitracks editing dell'album)

Controtempo
- 2010 - Come Bud Spencer e Terence Hill (Composizione, produzione, arrangiamento e programmazione del singolo)
- 2011 - In tutti i giorni eroi (Composizione, produzione, arrangiamento e programmazione dell'album)
- 2013 - Rock sulla strada feat. Federico Poggipollini e Maurizio Solieri (Arrangiamento e programmazione del singolo)
- 2013 - Angeli sotto le nuvole (Arrangiamento e programmazione del singolo)
- 2014 - Caro Allenatore (Arrangiamento e programmazione del singolo)

DC 2000
- 1999 - 1 more time (Composizione, arrangiamenti e programmazione del singolo)
- 1999 - Dreaming (Composizione, arrangiamenti e programmazione del singolo)

Equipe 84
- 1988 - Un amore vale l'altro (Programmazione, postproduzione e partecipazione agli arrangiamenti)

Fred & Jody
- 1993 - Ma noi non siamo James Dean (Produzione, arrangiamenti e composizione del singolo in gara a Sanremo)[7][8]
- 1993 - Chi+Chi (Produzione, arrangiamenti e composizione dell'album)
- 1994 - Ma noi non siamo James Dean RMX 94 (Produzione, arrangiamenti e composizione del singolo)
- 1994 - Vieni dentro RMX 94 (Produzione, arrangiamenti e composizione del singolo)

Gloria Gaynor
- 2003 - First to be a woman RMX (arrangiamenti e programmazione)

Max Kelly
- 1993 - So good - everybody up (Programmazione e arrangiamenti del mix)

Lola J
- 1995 - Hey Tommy (Arrangiamenti e programmazione del mix)

La Differenza
- 2007 - Un posto tranquillo (Multitracks editing, mix e mastering dell'album)
- 2008 - Bandiere preziose (Multitracks editing, mix e mastering dell'album)

Lùnapop
- 2000 - ...Squérez? (Voci dell'edizione spagnola dell'album)

Angelo Messini
- 1995 - Visto che ci sei porta un'amica (Arrangiamenti e programmazione dell'album)

Nek
- 1993 - In te (Programmazione del singolo)
- 1996 - Lei, gli amici e tutto il resto (Mastering & Treknelek Solution dell'album)
- 1998 - Live al Teatro Smeraldo (Mastering dell'album)
- 2006 - Nella stanza 26 (Additional keyboards dell'album)

Neja
Produttore, Arrangiatore, Autore musiche, Mix 
- 1996 - Hallo Singolo
- 1998 - Restless Singolo
- 1998 - Shock! Singolo
- 1999 - The Game Singolo
- 1999 - The Game Album
- 2000 - Fairytale RMX Singolo
- 2000 - Singin'nanana Singolo
- 2001 - Time Flies Singolo
- 2001 - Back for the morning Singolo
- 2002 - Looking 4 something Singolo
- 2003 - Hot Stuff Singolo
- 2003 - Hot Stuff Album

Anna Oxa
- 1988 - Tutti i brividi del mondo (Programmazione musicale dell'album)

Heather Parisi
- 1990 - H.P. (Composizione e programmazione dell'album)

Billy Preston
- 1990 - Heroes (Programmazione del singolo)

Umberto Smaila
- 1989 - Mi fumo un rhythm'n'blues (Composizione , arrangiamento e programmazione musicale del singolo)

Benito Urgu
- 1990 - Prove tecniche di trasmissione (Programmazione del singolo)

## Ulteriori progetti
Paolo Belli
- 2005 - Juve storia di un grande amore (Registrazione voci, Postproduzione & Mix dell'inno ufficiale della Juventus Football Club)
- 2016 - Juve storia di un grande amore (Remaster base musicale dell'inno ufficiale della Juventus Football Club)

Matteo Camellini
- 2017 - Composizione, Arrangiamento Programming, Mix & Video sync dello spot RAI TV campagna del Consiglio dei Ministero delle infrastrutture e dei trasporti SAVE YOUR LIFE

Ladri di Biciclette
- 1990 - Programmazione colonna sonora del film Evelina e i suoi figli

Marisa Laurito
- 1990 - Arrangiamenti e programmazione del medley di 4 brani eseguiti la serata del 19/5 a SAINT VINCENT - RAI

Noelia Leon
- 2006 - Produzione Composizione Arrangiamenti Programmazione e Mix del brano TU CUERPO inserito nella colonna sonora originale del film Un'estate al mare

Andrea Lucchetta / Lucky Dreams
- 2013 - Composizione, Arrangiamento Programming, Mix & Video sync della colonna sonora del film a cartoni animati RAI TV Il sogno di Brent
- 2014 - Composizione, Arrangiamento Programming, Mix & Video sync della Colonna Sonora del cartone animato La valle delle delizie

Gerry Scotti
- 1990 - Programmazione del brano Abbattiamoci le mani sigla della trasmissione Candid Camera

Mr Red
- 2006 - Produzione Composizione Arrangiamenti Programmazione e Mix del brano Sunny Day inserito nella colonna sonora originale del film Un'estate al mare

Manu LJ
- 2006 - Produzione Arrangiamenti Programmazione e Mix del brano Un'estate al mare inserito nella colonna sonora originale del film Un'estate al mare

Oltremoda Rai Uno
- 2008 - Composizione Arrangiamenti Programmazione e Mix sottofondi trasmissione OLTREMODA su Rai 1

X Factor (Italia)
- 2012 - Voice over per il film “X-FACTOR THE MOVIE” con Vinicio Marchioni

Thun feat Patty Valley
- 2016 - Composizione, Arrangiamento, Mix, Programming & Video sync spot TV trasmesso reti Mediaset Natale 2016 THUN’S SONG

Zucchero Fornaciari
- 2017 - Voice Live Recording diretta streaming interviste con radio americane – Universal Music